# Tegmentum
Het tegmentum (Latijn, lett. "vloerkleed") is een gebied in de hersenstam. Het vormt de onderkant van de middenhersenen, terwijl het tectum (Latijn voor "dak") de bovenkant vormt. Het tegmentum is een netwerk van neuronen met meerdere synapsen, dat betrokken is bij verschillende onderbewuste homeostatische en reflex-reacties. Het stuurt remmende signalen naar de thalamus en basale kernen om ongewenste bewegingen van het lichaam te voorkomen. Het tegmentum bevat verschillende structuren, waaronder het rostrale (aan de kant van het gezicht) gedeelte van de formatio reticularis, verschillende kernen die oogbewegingen reguleren, het periaqueductaal grijs, de nucleus ruber, de substantia nigra en de area tegmentalis ventralis.
Het tegmentum is daarnaast de locatie waar de celkernen van verschillende hersenzenuwen zich bevinden. De kernen van N. III en IV bevinden zich in het tegmentum ter hoogte van de middenhersenen. De kernen van N. V tot en met VIII bevinden zich ter hoogte van de pons. De kernen van N. IX, X en XII bevinden zich ter hoogte van de medulla oblongata.